# Сойер, Гордон
Гордон Э. Сойер (англ. Gordon E. Sawyer, 27 августа 1905, Санта-Барбара, Калифорния, США — 15 марта 1980, Санта-Барбара, Калифорния, США) — американский звукорежиссёр, трёхкратный лауреат премии «Оскар».

## Карьера
Почти всю свою жизнь Гордон Сойер проработал звукорежиссёром и руководителем в отделе звукозаписи студии Сэмюэля Голдуина (Samuel Goldwyn Studio Sound Department). За запись звука к фильмам: «Жена епископа» (1947), «Форт Аламо» (1960) и «Вестсайдская история» (1961) был удостоен трёх премий «Оскар», также в период с 1946 по 1967 год был ещё 13 раз номинирован на ту-же награду.
После смерти Сойера, в память о его исключительных заслугах перед киноиндустрией, Американской киноакадемией была учреждена Награда имени Гордона Сойера, которая присуждается инженерам-изобретателям за выдающиеся заслуги в области развития и усовершенствования кинотехники.

## Награды и номинации
| Премия «Оскар» за лучший звук |                                                   |           |
| 1946                          | • Чудо-человек (англ.)                            | Номинация |
| 1947                          | • Лучшие годы нашей жизни                         | Номинация |
| 1948                          | • Жена епископа                                   | Награда   |
| 1951                          | • Очень личное (англ.)                            | Номинация |
| 1952                          | • Я хочу тебя (англ.)                             | Номинация |
| 1953                          | • Ханс Кристиан Андерсен (англ.)                  | Номинация |
| 1957                          | • Дружеское увещевание                            | Номинация |
| 1958                          | • Свидетель обвинения                             | Номинация |
| 1959                          | • Я хочу жить!                                    | Номинация |
| 1960                          | • Порги и Бесс (англ.)                            | Номинация |
| 1961                          | • Форт Аламо                                      | Награда   |
| 1961                          | • Квартира                                        | Номинация |
| 1962                          | • Вестсайдская история                            | Награда   |
| 1962                          | • Детский час                                     | Номинация |
| 1964                          | • Этот безумный, безумный, безумный, безумный мир | Номинация |
| 1967                          | • Гавайи (англ.)                                  | Номинация |

- В 1978 году Американская киноакадемия наградила Гордона Сойера  Медалью Благодарности (Medal of Commendation) — В знак признательности за выдающиеся заслуги и преданность в отстаивании высоких стандартов Академии кинематографических искусств и наук[2].